# Victor Davis
 (juin 2017).
Si vous disposez d'ouvrages ou d'articles de référence ou si vous connaissez des sites web de qualité traitant du thème abordé ici, merci de compléter l'article en donnant les références utiles à sa vérifiabilité et en les liant à la section « Notes et références ».
Victor Davis, né le 10 février 1964 à Guelph en Ontario et mort le 13 novembre 1989, est un nageur canadien.

## Biographie
Victor Davis fait son entrée sur la scène internationale à l'âge de 17 ans. Il remporte aussitôt sa première médaille d'or dans le cadre des Jeux de la Nouvelle-Zélande. Un an plus tard, en 1982, il revient des Jeux du Commonwealth et des Championnats du monde avec l'or au 200 mètres brasse et l'argent au 100 mètres brasse. Son palmarès compte aussi 29 titres nationaux et il a détenu trois fois le record du monde du 200 mètres brasse. Davis est élu athlète par excellence au Canada en 1982, 1984 et 1986 et fait membre de l'ordre du Canada en 1984.
Il remporta la médaille d'or du 200 mètres brasse lors des Jeux olympiques d'été de 1984 à Los Angeles avec un temps de 2 min 13 s 34. Durant ces mêmes jeux, il décrocha également la médaille d'argent au 100 mètres brasse ainsi qu'au relais 4 × 100 mètres quatre nages. Davis remporta aussi l'or et l'argent lors des championnats du monde de 1986. En 1988, à Séoul, en Corée, il remporta encore l'argent au relais 4 × 100 mètres quatre nages.
Le 11 novembre 1989, Victor Davis est heurté violemment et volontairement par une automobile en sortant d'une brasserie située à Sainte-Anne-de-Bellevue. Il est transporté à l'hôpital Notre-Dame de Montréal, où il décède deux jours plus tard. Sa famille accepta de faire don de ses organes. Son père avait eu avec lui une discussion sur le don d'organes à la suite du décès de son grand-père et Victor Davis souhaitait que ses organes soient donnés s'il lui arrivait quoi que ce soit. Son cœur, son foie et ses cornées furent prélevés.

## Film
Un téléfilm lui est consacré en 2008 : Un cœur d'athlète de Jerry Ciccoritti (105 min, Canada, 2008) avec Mark Lutz.